# Vulvitis
A vulvitis a nő külső nemi szerveinek (vulva) gyulladásos állapota.
A vulva tartalmazza a kis- és a nagyajkakat, a clitorist, és a vagina bejáratát. A vulvitis inkább egy tünet, mint egy konkrét betegség. több különféle oka lehet; okozhatja allergia, vagy különféle fertőzések. Gyakran a vagina is begyullad; ezt vulvovaginitisnek nevezik.
Az egyik leggyakoribb csíra a Gardnerella vaginalis. Ezen kívül az Atopobium vaginae jelenléte jelezheti a bakteriális gyulladást. A harmadik helyen a Trichomonas vaginalis áll. A nemileg aktív nőkben a Chlamydiák is viszonylag gyakoriak. További lehetséges kórokozók a HPV és a herpes simplex. Az allergiát okozhatják a ruházat mosásához, tisztításához használt anyagok, a különféle testápolók, szappanok, és más kozmetikai cikkek, a higiénia túlzásba vitele vagy elhanyagolása. További okok lehetnek a vakarózás, vagy a felhám sérülése szex, kerékpározás, lovaglás közben, vagy az uszoda vagy termálfürdő vize. További ok lehet a neurodermatitis is. Gyerekeknél ösztrogénhiány is lehet az ok. Nagyon ritkán autoimmun betegségek is számba jöhetnek. A vulvitis ritkán jár egyedül, többnyire a vagina fertőződéséhez kapcsolódik.
Tünetei a bőr bepirosodása, kínzó viszketés, fájdalom, duzzadás és a helyi hőmérséklet emelkedése. A vizelés is fájdalommal jár. Átlátszó, vizes tartalmú hólyagocskák is megjelenhetnek.
A bakteriális vagy gombás fertőzést tenyésztéssel, mikroszkópos vizsgálattal, vagy immunológiai teszttel lehet kimutatni. Ha mindezek negatívak, akkor szövetpróbát vesznek a bőrfertőzés felismerésére vagy kizárására. Krónikus esetben újabb szövetpróbára van szükség.
Fertőzés esetén antibiotikumot (baktériumok) vagy antimikotinumot (gombák) adnak. Az immunológiai betegséget például kis adagokban cortisontartalmű krémekkel vagy immunmodulátorokkal kezelik. Mindezeket a szereket helyi alkalmazású krémmel juttatják be.

## Fordítás
- Ez a szócikk részben vagy egészben  a   Vulvitis című angol Wikipédia-szócikk fordításán alapul.  Az eredeti cikk szerkesztőit annak laptörténete sorolja fel. Ez a jelzés csupán a megfogalmazás eredetét és a szerzői jogokat jelzi, nem szolgál a cikkben szereplő információk forrásmegjelöléseként.
- Ez a szócikk részben vagy egészben  a   Vulvitis című német Wikipédia-szócikk fordításán alapul.  Az eredeti cikk szerkesztőit annak laptörténete sorolja fel. Ez a jelzés csupán a megfogalmazás eredetét és a szerzői jogokat jelzi, nem szolgál a cikkben szereplő információk forrásmegjelöléseként.